# Peter Donat
Pour les articles homonymes, voir Donat.
Pierre Collingwood Donat, dit Peter Donat, est un acteur canado-américain né le 20 janvier 1928 à Kentville en Nouvelle-Écosse et mort le 10 septembre 2018 à Point Reyes Station (Californie).

## Biographie
Peter Donat joue le rôle de William Mulder le père de Fox Mulder dans The X-Files.

## Filmographie
- 1958 : Lost Lagoon : David Burnham
- 1954 : The Brighter Day (série télévisée) : Steven Markley (1958)
- 1964 : The Last Voyage of Henry Hudson : Henry Greene
- 1964 : Moment of Truth (série télévisée) : Vince Conway
- 1966 : Julius Caesar (TV) : Marc Antony
- 1967 : Der Revolver des Korporals : Hilario
- 1971 : My Old Man's Place : Car salesman
- 1972 : Cyrano de Bergerac (TV) : Cyrano de Bergerac
- 1973 : The Return of Charlie Chan (TV) : Noel Adamson
- 1974 : Enemies (TV) : Zakhar
- 1974 : Le Parrain II (The Godfather: Part II) : Questadt
- 1974 : The Missiles of October (TV) : David Ormsby-Gore, British Ambassador to U.S.
- 1975 : Last Hours Before Morning (TV) : Peter Helms
- 1975 : The First 36 Hours of Dr. Durant (TV) : Dr. Bryce
- 1975 : Russian Roulette : Insp. Peter McDermott
- 1975 : L'Odyssée du Hindenburg (The Hindenburg) de Robert Wise : Reed Channing
- 1976 : L'Affaire Lindbergh (The Lindbergh Kidnapping Case) (TV) : Col. H. Norman Schwarzkopf
- 1976 : Les Têtes brûlées (Baa Baa, Black Sheep) (TV) : Col. Mathis
- 1976 : Captains and the Kings (feuilleton TV) : Clair Montrose
- 1977 : Billy Jack Goes to Washington : Ralph Butler
- 1977 : Delta County, U.S.A. (TV) : John McCain Jr.
- 1977 : Five Finger Discount (TV) : David
- 1978 : Mirrors (en) de Noel Black : Dr. Philip Godard
- 1978 : FIST : Arthur St. Claire
- 1978 : A Different Story (en) de Paul Aaron : Sills
- 1978 : Return Engagement (TV) : George Riley
- 1979 : Le Syndrome chinois (The China Syndrome) : Don Jacovich
- 1979 : Hanging by a Thread (TV) : Mr. Durant
- 1979 : Meteor de Ronald Neame : Narrator, opening sequence (voix)
- 1979 : The Suicide's Wife (TV) : Wayne Harrington
- 1980 : Fun and Games (TV)
- 1981 : Ladies and Gentlemen, The Fabulous Stains : Harley Dennis
- 1981 : Flamingo Road ("Flamingo Road") (série télévisée) : Elmo Tyson
- 1981 : A Matter of Life and Death (TV) : Dr. Whedon
- 1981 : Golden Gate (TV) : Richard Bryne
- 1981 : The Princess and the Cabbie (TV) : Edward James
- 1982 : Les Monstres du labyrinthe (Mazes and Monsters) (TV) : Harold
- 1984 : Highpoint : Maronzella
- 1984 : Un printemps sous la neige (The Bay Boy) : Mr. Campbell
- 1984 : Massive Retaliation : Lee Briscoe
- 1985 : Lune de miel : Novak
- 1987 : Unfinished Business : Ferenzy
- 1988 : Les Voyageurs de l'infini (Earth Star Voyager) (TV) : Adm. Beasley
- 1988 : Tucker (Tucker: The Man and His Dream) : Prosecutor Kerner
- 1989 : Christine Cromwell: Things That Go Bump in the Night (TV) : Walker Garrison
- 1989 : L'Amour est une grande aventure (Skin Deep) : Leon 'Sparky' Sparks
- 1989 : La Guerre des Rose (The War of the Roses) : Jason Larrabee
- 1992 : Babe, le bambino (The Babe) : Harry Frazee
- 1992 : La Différence (School Ties) : Headmaster Dr. Bartram
- 1993 : Dieppe (TV) : McNaughton
- 1995 : Désir défendu (Seduced and Betrayed) (TV) : Judge Van Owen
- 1995 : Au Delà Du Réel, L'aventure Continue : Ordre Et Obéissance
- 1995 : X-Files : Aux frontières du réel (TV) : William Mulder
- 1996 : Aux frontières du réel: le dossier secret (The X-Files: The Unopened File) (vidéo) : Bill Mulder
- 1997 : The Game : Samuel Sutherland
- 1997 : Red Corner : David McAndrews
- 2001 : Never Die Twice
- 2001 : Bleu profond (The Deep End) : Jack Hall
- 2003 : Murder, She Wrote: The Celtic Riddle (TV) : Eamon Byrne

## Récompenses et nominations
Récompenses
- 1957 : Theatre World Award pour le rôle du Prinz Leopold dans The First Gentleman.

Nominations
- 1985 : Genie Awards, Best Performance by an Actor in a Supporting Role dans Un printemps sous la neige (1984).